# Dawie Snyman
Dawid Stefanus Lubbe Snyman (Johannesburgo, 5 de julio de 1949-14 de agosto de 2025) fue un jugador sudafricano de rugby que se desempeñó como fullback.

## Selección nacional
Fue convocado a los Springboks por primera vez en junio de 1972 para jugar ante el XV de la Rosa, integró el equipo que enfrentó a los British and Irish Lions, en la gira de estos por el país, donde fue el pateador regular de su seleccionado y jugó su último partido en agosto de 1977 contra World XV.
Disputó pocos partidos debido a que Sudáfrica se encontraba suspendida por su política del apartheid. En total jugó diez partidos y marcó 24 puntos producto de un try (valía 4 puntos hasta 1992), una conversión, cuatro penales y dos drops.

## Palmarés
- Campeón de la Currie Cup de 1972.